# Michał Mankielewicz
Michał Mankielewicz (ur. 8 września 1855 w Dąbrowie, w guberni grodzieńskiej, zm. 16 maja 1911 w Warszawie) – polski jubiler.

## Życiorys
Syn Antoniego Monkielewicza i Agaty Kołłątaj. Michał Mankielewicz był znanym nie tylko w Polsce jubilerem, przedsiębiorcą i mecenasem sztuki. Tak naprawdę jego prawdziwe nazwisko brzmiało Monkielewicz. Zmienił je za młodu – był to czas zaborów rosyjskich – aby uniknąć zsyłki na Syberię.
A oto jak wspomina Michała Mankielewicza Jerzy Leszczyński w swoich „Wspomnieniach teatralnych”:
”W adoracji dla aktorów prym trzymał jubiler Michał Mankielewicz. Sklep jego i biżuteria znane były na giełdach jubilerskich całej Europy. Wytworność i gust pracowni jubilerskiej Mankielewicza, wspaniałe okazy brylantów, szmaragdów, szafirów jednały mu najbogatszą klientelę nie tylko w Warszawie. Rosyjscy bogacze zjeżdżali zaopatrzyć się u „Mankiela” – jak go w skrócie nazywano – w różne kosztowności, by potem złożyć je u stóp wielkiej Pawłowej, Karsawiny czy Preobrażenskiej, rzadziej ofiarowując je swym ślubnym małżonkom.
Mankiel, człowiek zacny, bogaty, o szerokim geście, zasypywał artystów podarkami. Wyjątkową słabość miał do Bolesława Leszczyńskiego, będąc jego najżarliwszym wielbicielem. Przy każdej większej roli lub jubileuszu Leszczyńskiego Mankiel występował z królewskim prezentem w formie złotej papierośnicy, złotego zegarka, perły do krawata, spinek do frakowej koszuli i tym podobnych męskich akcesoriów. Mankielewicz nie wyobrażał sobie wieczoru nie spędzonego w ”Rozmaitościach” lub w Operze. Abonował w obu teatrach dwa miejsca, dla siebie i żony. Co dzień musiał choćby na jeden akt wpaść do teatru. On to ofiarował biednemu wówczas Paderewskiemu wspaniałego Bechsteina, by mógł ćwiczyć w domu, gdyż skromniutka pensja nauczyciela w szkole Towarzystwa Muzycznego nie pozwalała mu na kupno fortepianu. Paderewski został wkrótce usunięty z tego stanowiska przez dyrektora szkoły, Zygmunta Noskowskiego, świetnego muzyka i kompozytora, ale człowieka zazdrosnego, ambitnego i nie znoszącego przy sobie ludzi zdolnych. ”Paderewski jest pozbawiony talentu” – brzmiał wyrok Noskowskiego. Kto wie, czy bez zacnej pomocy poczciwego Mankiela Paderewski zostałby Paderewskim.

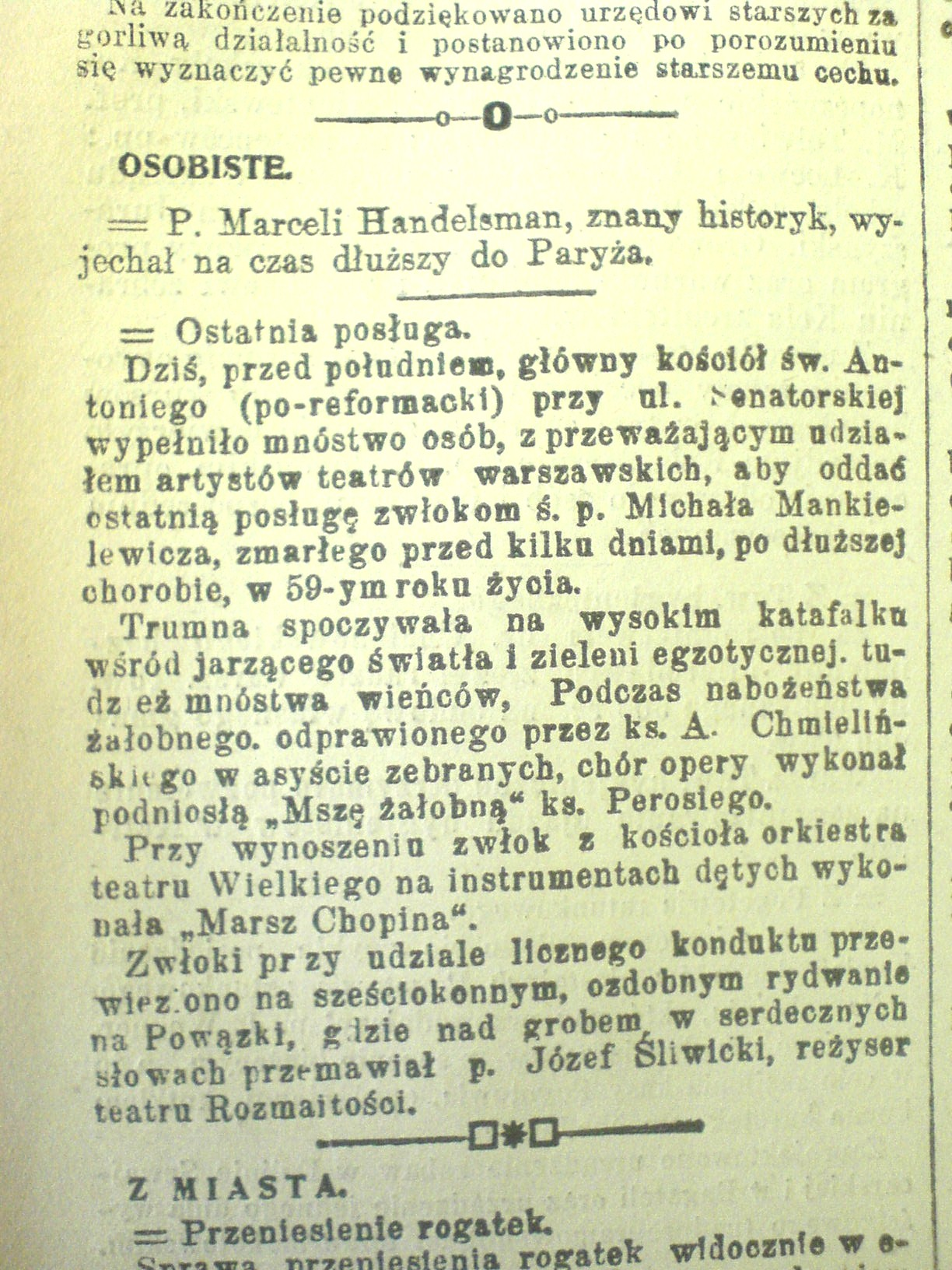

Sławne w Warszawie były śniadanka, na jakie przez lat przeszło dwadzieścia zapraszał Mankiel codziennie swych ulubionych aktorów. Odbywały się te „przedobiadki” w restauracji Millera mieszczącej się pod filarami Teatru Wielkiego, z wejściem od ulicy Wierzbowej. Zasiadali z nim przy stole Leszczyński, Wojdasiewicz, Wolski, znani smakosze. O godzinie drugiej, o której przeważnie kończyły się próby w teatrze, Mankielewicz co chwila z niecierpliwością spoglądał na zegarek oczekując uroczych kompanów. I nie było tak bogatego klienta lub nęcącego wysoką ceną obstalunku, by Mankiel tego wszystkiego nie rzucił ujrzawszy przez szybę swych przyjaciół oglądających z udaną powagą piękną wystawę sklepu. Zostawiał brylanty i złoto pod opieką subiektów, a sam, roześmiany i uradowany, wylatywał jak z procy ciągnąc za sobą całe towarzystwo do Millera na pyszną zakąskę zakończoną sakramentalnie butlą Clicquot, po czym każdy oddzielnie udawał się do swego domu na obiad jakby nigdy nic. Nierzadko spotykali się i wieczorem po teatrze. Wtedy kompania się powiększała i zmieniano lokal na sławnego ”Stępka” (Stępkowskiego), przewyższającego nawet Millera doborem oraz wykwintem potraw i napojów.”

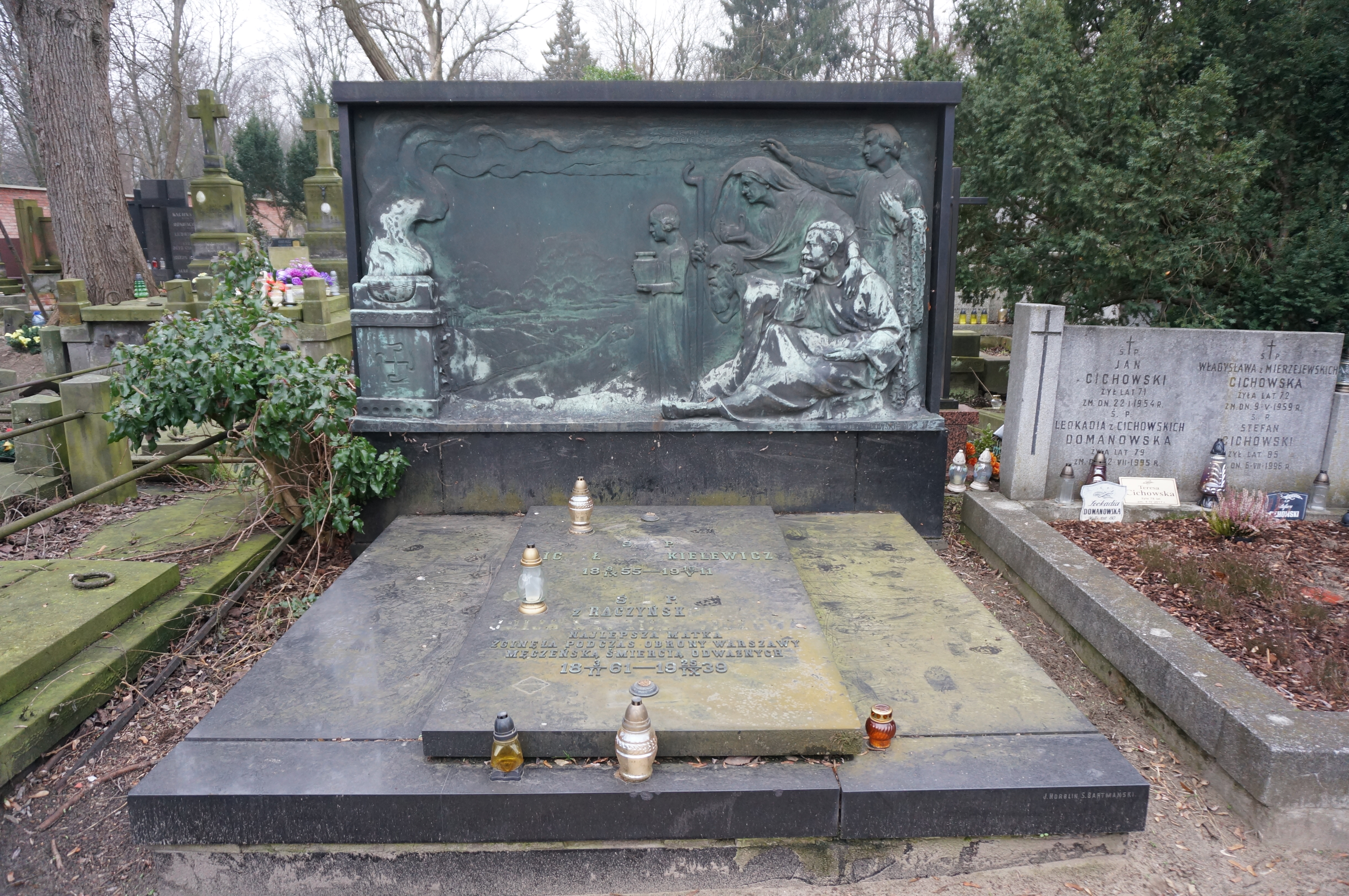
Grób Michała Mankielewicza na cmentarzu Powązkowskim

Wyroby jubilerskie Mankielewicza do dziś można znaleźć i kupić na wielu giełdach świata, gdzie osiągają wysokie ceny.
Po śmierci Michała Mankielewicza jego pracownię przejęła żona Julia Mankielewiczowa z domu Raczyńska. Interes istniał aż do wybuchu II wojny światowej. Na apel prezydenta Warszawy Stefana Starzyńskiego, aby pomimo niemieckiej napaści na Polskę zamanifestować, że Warszawa prowadzi normalne życie, 25 września otworzyła jak co dzień zakład. Tego dnia zginęła podczas bombardowania miasta.
W tym samym skrzydle teatru znajdował się również sklep i pracownia Mankielewicza.
Grób Michała Mankielewicza i jego żony znajduje się na cmentarzu Powązkowskim (kwatera IV-1-12/13/14).